# Enrico Anzilotti
Enrico Anzilotti (Firenze, 8 febbraio 1898 – Uzzano, 17 dicembre 1983) è stato un diplomatico italiano che nel corso della sua carriera ricoprì funzioni di diplomatico in nove paesi.

## Carriera diplomatica
Figlio del giurista Dioniso Anzilotti e di Eugenia Pacini, dopo aver conseguito la laurea in giurisprudenza nel 1925, supera nello stesso anno l'esame di ammissione al Ministero degli esteri ed inizia la carriera diplomatica a Il Cairo.
Nel 1927 è inviato in Algeria per conto del governo italiano e nel 1932 è nominato console a Melbourne, in Australia. In questo periodo ricevette importanti riconoscimenti, tra cui l'Ordine della Corona d'Italia e l'Ordine dei Santi Maurizio e Lazzaro. 

### Afghanistan
Nel 1937 è destinato in Afghanistan, dove ricopre l’incarico di primo segretario della Legazione fino al 1944. Qui impara la lingua pashtu e durante la guerra cerca con l'ambasciatore Pietro Quaroni di intrecciare rapporti con le tribù pashtun per suscitare rivolte anti-britanniche e costringere quindi l'Inghilterra a spostare lì le truppe impegnate in Africa; si reca per questo personalmente, con una missione estremamente rischiosa, a parlare con sua santità il Fakiro di Ypi, avviando una trattativa per fornire alle sue truppe i rifornimento di munizioni.

### Cina
Nel 1944 si sposta in Cina come incaricato d'affari, ruolo che ricopre ancora nel 1946. In Cina Anzilotti ha problemi ad aver riconosciuto il rango di capo missione per il timore da parte del governo locale di irritare gli altri colleghi stranieri, non convinti dello status dell'Italia in quel momento, essendo essa tra i paesi vinti nella Seconda guerra mondiale. La delegazione italiana a Chongqing inizialmente non è infatti collocata nel rest house di Cha-ling-house a disposizione delle delegazioni estere, bensì in un semplice albergo.

### Subito dopo la guerra
Nel 1948 ricopre il ruolo di consigliere d'ambasciata a Londra e dal 1950 al 1952, con il ruolo di ministro plenipotenziario, è il primo rappresentante diplomatico italiano nello Stato di Israele.

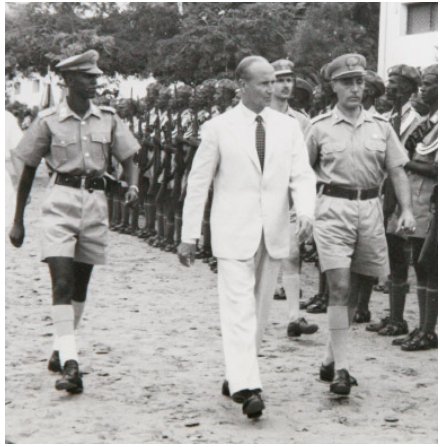
Anzilotti saluta le truppe somale

Segue un incarico di tre anni a Londra.

### Somalia
Viene poi inviato come Amministratore fiduciario a Mogadiscio, in Somalia, nel 1955-1958, dove si distingue per la sua accurata regia del processo di indipendenza e di costituzione della Repubblica Somala che le Nazioni Unite aveva affidato all'Italia; riveste anche il ruolo di comandante delle Forze Armate in Somalia fino al 24 luglio 1958. I primi anni della Amministrazione fiduciaria italiana non avevano infatti prodotto alcuni processo di avvio verso l'indipendenza: Anzilotti, invece, inizia progressivamente un trasferimento dei poteri con la sostituzione negli apparati burocratici di personale somalo a quello italiano, smorzando in tal mondo la opposizione dei gruppi nazionalisti locali ed anzi ottenendone la fiducia e favorendo un passaggio dei poteri pacifico; contemporaneamente procede allo smantellamento di apparati burocratici sproporzionati rispetto alle esigenze del paese e alla semplificazioni normativa che sarà approvata dal Consiglio territoriale, il "governo provvisorio" della Somalia. Il piano di sviluppo economico da lui avviato migliora la situazione economica del paese e la sua impostazione politica del processo di transizione, anche dopo il suo rientro in Italia, viene mantenuta dal suo successore; il 1º luglio 1960 viene proclamata la Repubblica di Somalia con una transizione pacifica.

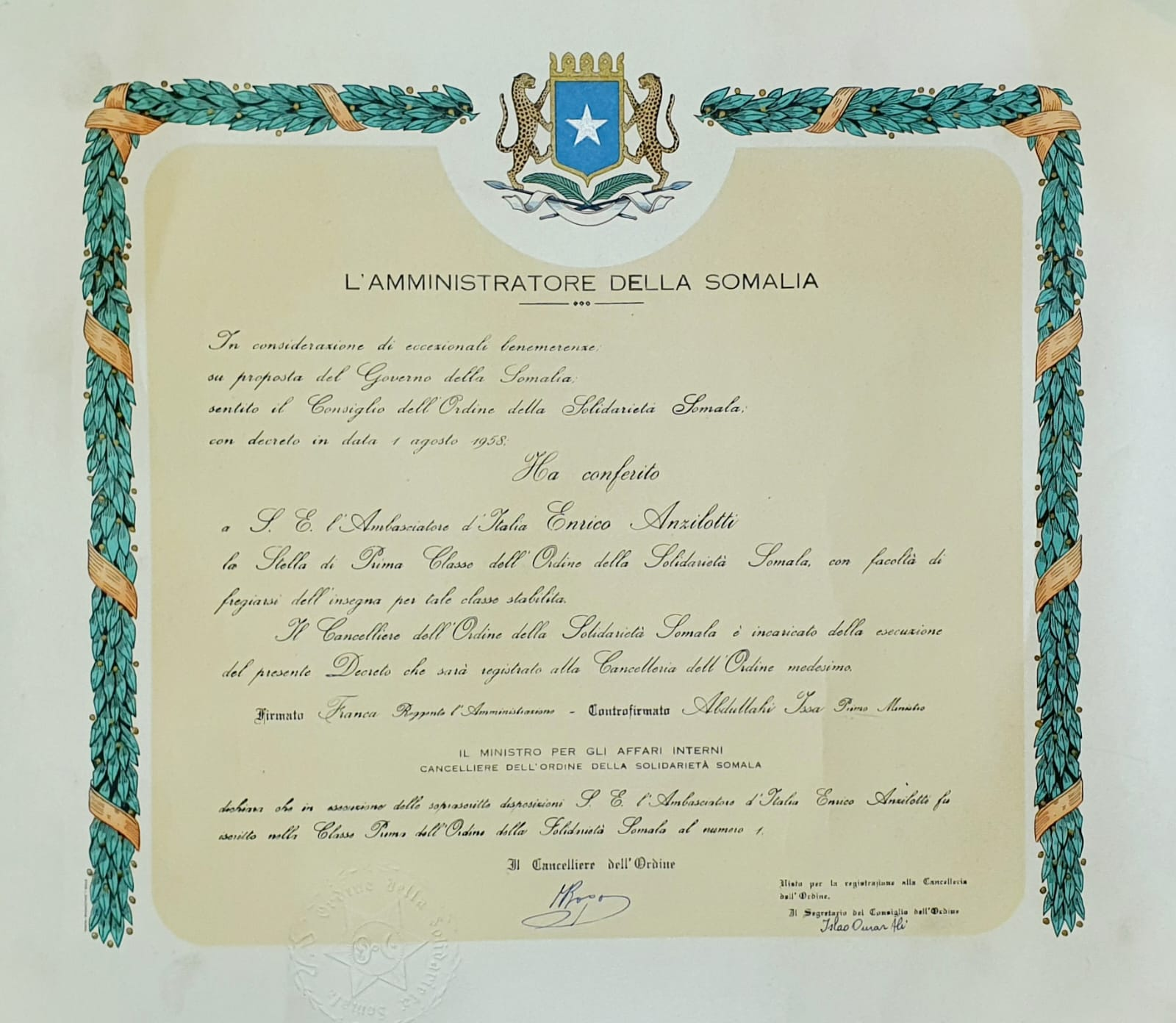
Attestato a Enrico Anzilotti della Stella di prima classe dell'Ordine della Solidarietà Somala

Questo suo ruolo positivo verso l'indipendenza del paese gli viene riconosciuto con l'attribuzione della massima onorificenza somala, la Stella di prima classe dell'Ordine della Solidarietà. Egli è inoltre l'unico italiano cui è intitolato un quartiere di Mogadiscio, il "quartiere Anzilotti".

## Onorificenze
- 1958 - Stella di prima classe dell'Ordine della Solidarietà Somala
- 1956 - Grande Ufficiale dell'Ordine al merito della Repubblica, onorificenza conferita dal Presidente della Repubblica italiana[13]
- 1955 - Nomina ad Amministratore della Somalia
- 1955 - Nastro d'oro di grande onore per i servizi resi alla repubblica d'Austria. "Das Grosse Goldene Ehrenzeichen am Bande fur verdienste um die Republik Osterreich Verliehen Hat"
- 1952 - Commendatore, onorificenza conferita dal Presidente della Repubblica italiana[14]
- 1936 - Cavaliere dell'Ordine dei Santi Maurizio e Lazzaro, onorificenza conferita da re Vittorio Emanuele III[15]
- 1934 - Ufficiale dell'Ordine della Corona d'Italia, onorificenza conferita da re Vittorio Emanuele III[16]
- 1931 - Nomina a Console d'Italia a Melbourne, con giurisdizione sugli stati di Victoria, Australia meridionale ed Australia occidentale
- 1930 - Cavaliere all'ordine della Corona d'Italia
- 1928 - Nomina a Vice console d'Italia ad Oran, in Algeria da parte del Ministro degli Esteri della Repubblica Francese

## Intitolazioni
- Il comune di Uzzano gli ha dedicato una piazza
- Il comune di Mogadiscio gli ha dedicato un quartiere[17]

## Vita privata

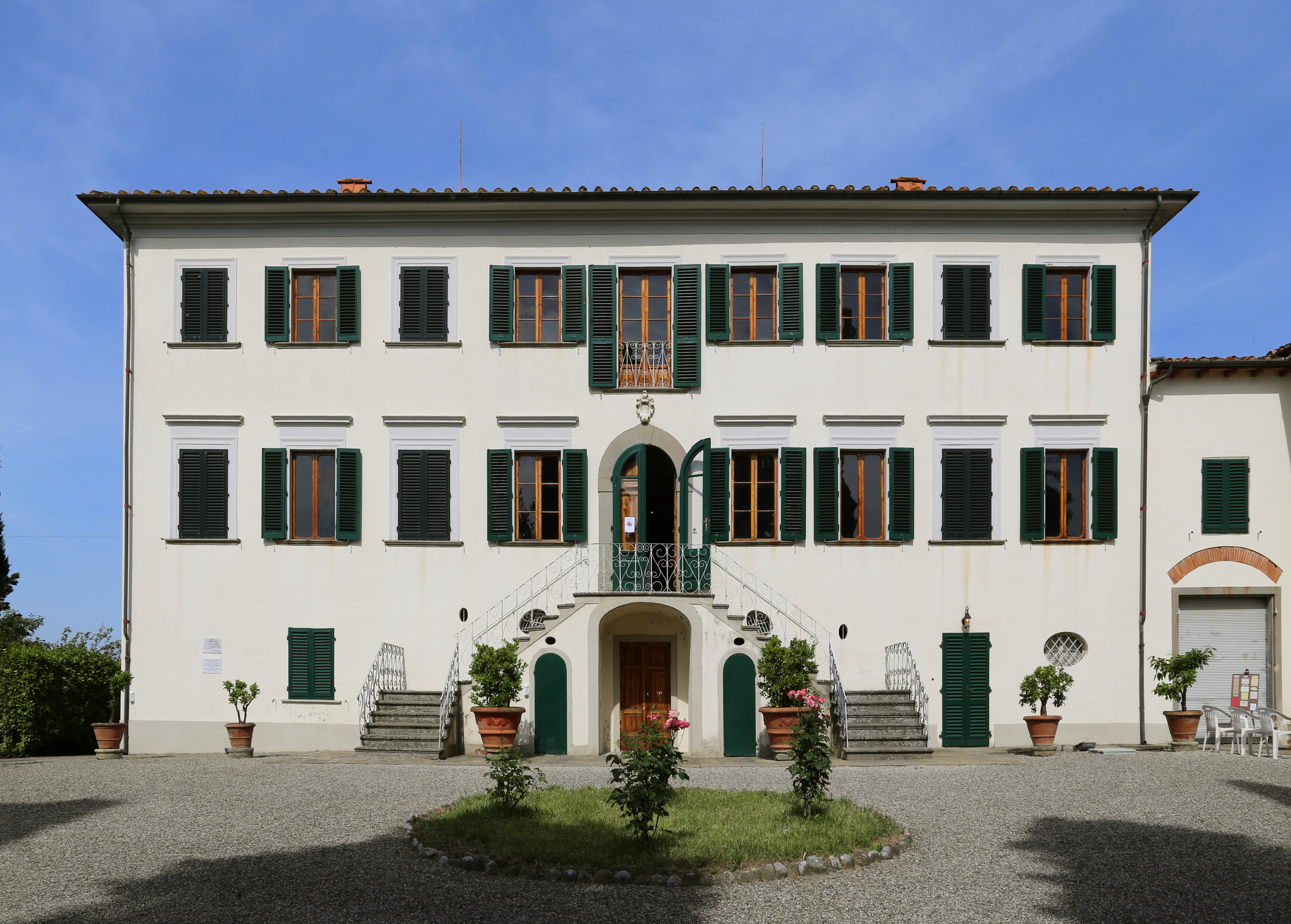
Villa del Castellaccio, la residenza di famiglia dove Enrico Anzilotti trascorse gli ultimi anni della sua vita

Enrico sposa il 19 agosto 1947 nella cappella della Nunziatura apostolica della Santa Sede a Bruxelles, la nobildonna Jacqueline Delvaux de Fenffe (1926 - 2016), figlia del barone Jacques Delvaux de Fenffe (1894 - 1962), ambasciatore del re del Belgio e della contessa Suzanne Visart de Bocarmè (1900 - 1962). Dal matrimonio nascono due figli, Stefania (morta alla nascita nel 1955) e Guido (nato nel 1962).
Dopo essersi ritirato dall'attività diplomatica, si stabisce definitivamente alla villa di famiglia del Castellaccio, nel Comune di Uzzano, comprata dal padre, dove si dedica all'azienda agricola con ottimi rapporti con i suoi contadini.